# Jonathan Cisternas
Jonathan Josué Cisternas Fernández (Hualpén, 16 giugno 1980) è un ex calciatore cileno, di ruolo centrocampista.